# Thorill Gylder
Thorill Gylder, norveška atletinja, * 5. maj 1958, Norveška.
Ni nastopila na poletnih olimpijskih igrah. Osvojila je sedem zaporednih naslovov norveške državne prvakinje v hitri hoji na 10 km in šest v hitri hoji na 5000 m. Dvakrat zapored je postavila svetovni rekord v hitri hoji na 10 km, ki ga je držala med letoma 1978 in 1980, 24. aprila 1978 pa še svetovni rekord v hitri hoji na 20 km, ki ga je držala do leta 1980.
| Rekordi                    | Rekordi                                                                     | Rekordi               |
| -------------------------- | --------------------------------------------------------------------------- | --------------------- |
| Predhodnik: Margareta Simu | Svetovna rekorderka v hitri hoji na 10 km 16. september 1978 – 11. maj 1980 | Naslednik: Sue Orr    |
| Predhodnik: Lilian Harpur  | Svetovna rekorderka v hitri hoji na 20 km 24. april 1978 – 3. februar 1980  | Naslednik: Susan Cook |